# Urmas Rooba
Urmas Rooba (Roosna-Alliku, 8 luglio 1978) è un ex calciatore estone, di ruolo difensore.
Anche suo fratello Meelis è stato un calciatore.

## Carriera

### Club
Terzino sinistro, inizia a giocare in patria, trasferendosi in Danimarca nel 2002. Nel 2007 passa ai finlandesi del TPS Turku e in seguito gioca tra Estonia e Finlandia.

### Nazionale
Esordisce il 7 luglio del 1996 contro la Lettonia (1-1), segnando anche il suo unico gol in Nazionale. Il 17 novembre 2004 gioca la sua unica partita da capitano contro la Russia (4-0).

## Palmarès

### Club

#### Competizioni nazionali
- Campionato estone: 2

Flora Tallinn: 1997-1998, 1998
- Coppa d'Estonia: 2

Flora Tallinn: 1997-1998, 2008-2009
- Campionato danese: 3

Copenaghen: 2002-2003, 2003-2004, 2005-2006
- Coppa di Danimarca: 1

Copenaghen: 2003-2004